# Andrea Mitolo
Andrea Mitolo (* 16. April 1914 in Randazzo; † 21. August 1991) war ein italienischer Politiker. Gemeinsam mit seinem jüngeren Bruder Pietro Mitolo war er in Bozen ab 1946 die zentrale Integrationsfigur der neofaschistischen Partei Movimento Sociale Italiano (MSI).
Mitolo absolvierte an der Universität La Sapienza in Rom ein Studium der Rechtswissenschaft und arbeitete anschließend in Südtirol als Rechtsanwalt. Daneben betätigte er sich als Publizist und begründete die Zeitschrift La Vetta d’Italia, das regionale Organ des MSI.
Für die neofaschistische Partei war er von 1948 bis 1973 (mit einer kurzen Unterbrechung 1958–1959) Abgeordneter im Regionalrat Trentino-Südtirol und damit gleichzeitig im Südtiroler Landtag. Ab 1974 betätigte er sich politisch im Bozner Gemeinderat. 1987 wurde er für seine Partei in die italienische Abgeordnetenkammer gewählt, in der er sein Mandat bis zu seinem Tod ausübte.